# Secondo protocollo opzionale della convenzione internazionale sui diritti civili e politici
     Stati che hanno firmato e ratificato il Secondo protocollo opzionale
     Stati che hanno firmato ma non ratificato il Secondo protocollo opzionale
     Stati che non hanno firmato il Secondo protocollo opzionale

Stati che hanno firmato e ratificato il Secondo protocollo opzionale
Stati che hanno firmato ma non ratificato il Secondo protocollo opzionale
Stati che non hanno firmato il Secondo protocollo opzionale

Il Secondo protocollo opzionale della convenzione internazionale sui diritti civili e politici è un accordo internazionale che si prefigge l'abolizione della pena di morte. È stato adottato il 15 dicembre 1989 ed è entrato in vigore l'11 luglio 1991. A novembre 2017 il Secondo protocollo opzionale contava 85 Stati membri. In seguito, l'Angola ed il Gambia hanno firmato ma non ratificato il protocollo.
Il Secondo protocollo opzionale impegna gli Stati partecipanti all'abolizione della pena capitale entro i propri confini nazionali, benché l'articolo 2.1 permetta ai membri di consentire le esecuzioni "in tempo di guerra in applicazione di una condanna per i peggiori crimini di natura militare". Brasile, Cile, El Salvador, Cipro, Malta e Spagna inizialmente avevano mosso delle riserve al riguardo, ma in seguito abbandonate. Azerbaigian e Grecia mantengono invece le loro riserve sull'implementazione del Protocollo, nonostante entrambe abbiano abolito la pena di morte in ogni caso. La Grecia inoltre ha ratificato il protocollo.